# 馬從凯
马从凯（1812年—1896年），字捷三，江苏徐州窑湾镇马圩村人。清朝军事将领。武传胪出身。
生于嘉庆十六年（1812年），道光九年（1829年）中式己丑科二甲第一名武进士。授官三等侍卫，曾任紫禁城后宰门守卫。
咸丰十一年七月（1861年8月），文宗卒于热河，慈禧太后发动辛酉政变，马从凯护驾有功。马从凯晚年回乡建造住宅数间，规模宏大。光绪二十二年（1896年）在马圩村兵卒，墓在在马圩村南500米处，在大跃进和破四旧运动中被挖掘。